# Тур-Абдин

Карта Тур-Абдина, показывающая основные поселения и монастыри.

Тур-Абдин (сир. ܛܘܼܪ ܥܒ݂ܕܝܼܢ) — холмистый регион на юго-востоке Турции, включающий восточную половину ила Мардин и ил Ширнак к западу от Тигра, на границе с Сирией. Название «Тур-Абдин» в переводе с сирийского языка означает «гора поклонения». Тур-Абдин имеет важное значение для сирийских православных христиан и является древним центром восточного монашества. Ассирийцы Тур-Абдина называют себя «сураи» и традиционно говорят на новоарамейском языке туройо.

## Монастыри

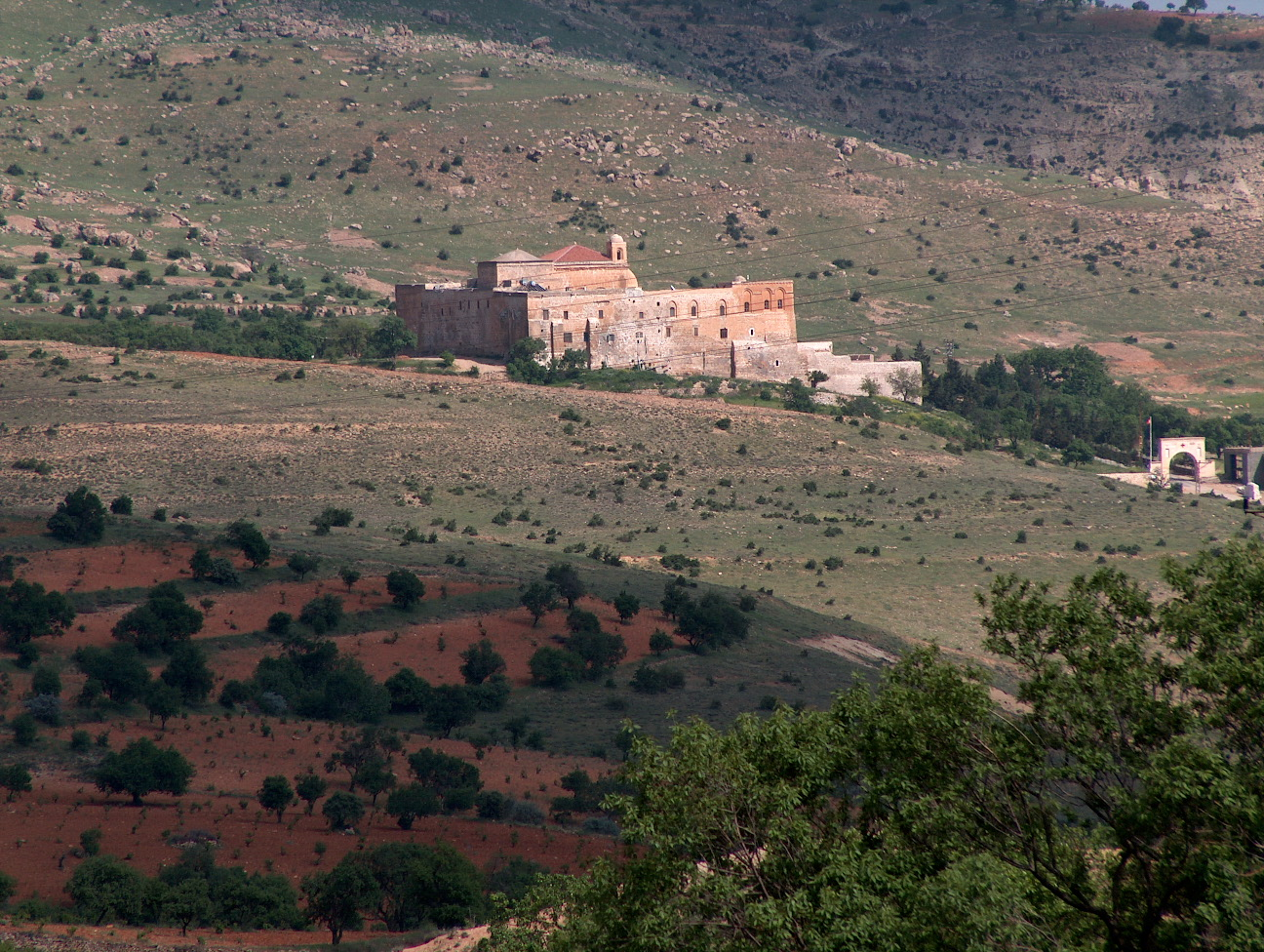
Монастырь Дейрюльзафаран

Важнейшим центром Сиро-яковитской православной церкви в Тур-Абдине является монастырь Дейрюльзафаран (или монастырь святого Анания), расположенный в 5 км к юго-востоку от Мардина. Он был основан в 495 году и являлся местом пребывания сирийского патриарха с 1160 по 1932 годы. В настоящее время патриарх пребывает в Дамаске, но монастырь по-прежнему является патриаршим престолом. В нём находятся гробницы семи патриархов и митрополитов. Сегодня монастырь управляется епископом, при нём открыта школа для сирот. Епископ монастыря также является патриаршим викарием Мардина. Задачей епископа является восстановление монастыря и сохранение истории Сиро-яковитской церкви.
В центре Тур-Абдин, на полпути между Мидьятом и Джизре, располагается монастырь Мор-Габриэль (или монастырь святого Гавриила). Он был построен в 397 году и является старейшим действующим монастырём Сиро-яковитсой православной церкви. Здесь пребывает митрополит Тур-Абдина, несколько монахов и монахинь, множество послушников и паломников. Монастырь является оплотом православной веры в Тур-Абдине.

## История

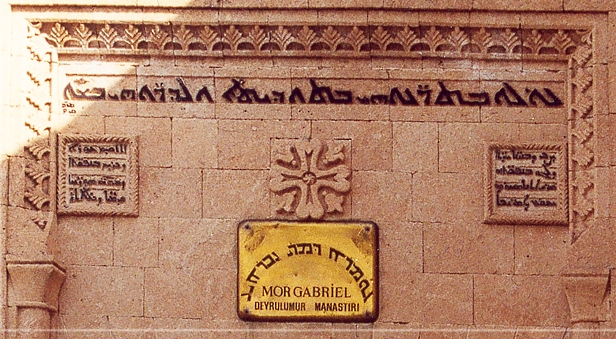
Портал монастыря Мор-Габриэль

Ассирийское присутствие в Тур-Абдине восходит к XIII веку до н. э. Упоминание об этом содержится в летописях ассирийского царя Адада-нирари I, где регион называется «Кашьярские горы» (англ. Kashiari mountain).
Город Мидьят, села Хах, Бекисён, Дайро-да-Слибо, Салах (со старым монастырем Мор-Якуб), Айнвардо (с монастырём Мор-Хадбшабо), Анхель, Кафро, Арках (с монастырём Мор-Малке), Бет-Сбирино, Миден, Кербуран, Бинкелбе (с монастырём Мор-Шемун) и Бет-Забдай являются наиболее важными центрами сирийского православия среди множества других деревень.
Во время Первой мировой войны порядка 500 000 ассирийцев было убито в результате политики Османской империи по геноциду нетурецкого населения. В последние несколько десятилетий, оказавшись между турками, проводящими политику ассимиляции курдов, и курдским сопротивлением, многие ассирийцы покинули регион или были убиты в результате конфликтов. В настоящее время в регионе осталось только 5000 ассирийцев — четверть от численности христианского населения тридцать лет назад. Большинство бежали в Сирию (где ими построен город Эль-Камышлы), другие осели в Европе (особенно в Швеции, Германии, Великобритании и Нидерландах), Австралии и США. Однако в последние несколько лет, некоторые семьи начали возвращаться в Тур-Абдин.